# Jewell Fjord
Jewell Fjord är en fjord i Grönland (Kungariket Danmark). Den ligger i den norra delen av Grönland.